# Munka Érdemrend (Magyarország)

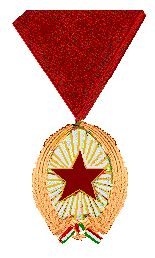

A Munka Érdemrend magyar érdemrend volt, amelyet az országgyűlés alapított 1953-ban, és az Elnöki Tanács adományozta a társadalom különböző területein végzett kiváló munka elismeréseként. Elődje az 1948-ban alapított Magyar Munka Érdemrend és Érdemérem.
Eredetileg fokozat nélküli volt, majd 1963-ban háromfokozatúvá (arany, ezüst, bronz) tették. Arany fokozatát 1986. december 31-ig 18 860 főnek, az ezüstöt 40 649-nek, a bronzot pedig 46 641-nek ítélték oda.
Hasonló nevű kitüntetés számos más egykori vagy máig is szocialista országban (Azerbajdzsán, Bulgária, Csehszlovákia, Fehéroroszország, Jugoszlávia, Moldova, Románia, ill. Vietnám), illetve azon kívül is (Franciaország, Olaszország, Spanyolország) létezett, ill. létezik (felsorolva az egyértelműsítő lapon).